# Request Tracker
Request Tracker (RT) är ett ärendehanteringssystem skrivet i perl.

## Utveckling
Jesse Vincent började 1994 utveckla webbgränssnittet ”WebReq” till det då populära ärendehanteringssystemet ”req” för datorsupporten på Wesleyan University. Efter universitetet började Vincent arbeta på webbyrån Utopia där han fick möjlighet att utveckla ett nytt ärendehanteringssystemet från grunden, vilket blev RT 1.0 som släpptes 1999. År 2001 grundade Vincent sitt eget företag Best Practical Solutions för att fortsätta utveckla RT.

## Design
RT har flera gränssnitt för att skapa och uppdatera ärenden. RT kan ta emot e-post och sortera in dem i olika köer och även generera automatiska svar av typen "vi har nu tagit emot ditt ärende". Webbgränssnittet har en behörighetsmodell som ger olika användare rättigheter att se, behandla, delegera och/eller avsluta ärenden.